# Alcímede
Alcímede (en grec antic: Ἀλκιμέδη) va ser una de les noies que descendien per línia materna dels mínies, filla de Clímene, una de les filles de Mínias i de Fílac, rei de Fílace.
Casada amb Èson, va ser la mare de Jàson, rei de Iolcos. Va conèixer al seu marit a les coves de sota de Iolcos a Tessàlia, una gruta ctònica on Èson havia estat empresonat pel seu germanastre Pèlias, que l'havia destronat. Alguns autors diuen que Alcímede era filla d'Autòlic. També es deia que Polimeda era filla d'Autòlic a qui es fa de vegades la mare de Jàson.
Pèlias, temorós de la tornada de Jàson a qui havia enviat a buscar el velló d'or, va obligar Èson a suïcidar-se, i aquest ho va fer bevent sang de toro. Alcímede va maleir Pèlias i es va penjar, deixant un fill petit, Pròmac, a qui Pèlias també va matar.